# Zariča (okres Chust)
Zariča, ukrajinsky Заріччя, rusínsky Зарѣча, maďarsky Alsókaraszló, rumunsky Zaricicea, je obec v okrese Chust, v Zakarpatské oblasti Ukrajiny. V Zariči je sídlo zaričské venkovské komunity (hromady), do které (kromě Zariči) patří ještě:
- Hreblja, ukrajinsky Гребля
- Nyžné Bolotné, česky také Šard Nižní,[1] ukrajinsky Нижнє Болотне (do 27. června 1947– Нижній Шард), rusínsky Нижное Болотное, maďarsky Alsósárad
- Viľchivka, česky také Vlahovo,[1] ukrajinsky Вільхівка (do roku 1946 – Влахово), maďarsky Ölyvös

První písemná zmínka o obci pochází z roku 1242. Před Trianonskou mírovou smlouvou byla obec součástí Uherska. Poté byla součástí první československé republiky.
V roce 2025 žilo v této obci 4642 obyvatel a v celé zaričské venkovské komunitě žilo 9379 obyvatel.

## Osobnosti
- Mikuláš Guljanič (1907,1922), velitel 3. československého bitevního leteckého pluku v SSSR[3]